# Tonight (canção de Iggy Pop)
"Tonight" é uma faixa composta por David Bowie e Iggy Pop para o segundo álbum Lust for Life, lançado em 1977. Posteriormente, Bowie regravou a faixa para seu álbum Tonight, de 1984.

## Versão de David Bowie
Bowie regravou a canção com a cantora convidada Tina Turner para o seu álbum Tonight, de 1984, e é uma das três faixas do disco que são regravações de canções de Iggy Pop. A introdução falada da canção de 1977, que estabelece que a letra é endereçada a uma amante morrendo de overdose de heroína, foi retirada da versão de Bowie porque o cantor via a introdução como uma "idiossincrasia" de Iggy Pop que não coincidia com o seu próprio vocabulário pessoal. Bowie também afirmou que não desejava "impor" essa parte da faixa a Tina Turner. A faixa chegou ao n°53 nas tabelas musicais britânicas.

### Faixas
- Single de sete polegadas

1. "Tonight" – 3:43
2. "Tumble and Twirl" – 4:56

- Single de doze polegadas

1. "Tonight (Vocal Dance Mix)" - 4:29
2. "Tumble and Twirl (Extended Dance Mix)" – 5:03
3. "Tonight (Dub Mix)" – 4:18

### Créditos
- David Bowie – vocais
- Tina Turner – vocais
- Carlos Alomar – guitarra
- Carmine Rojas – baixo
- Omar Hakim – bateria
- Guy St Onge – marimba

Produção
- David Bowie
- Derek Bramble
- Hugh Padgham